# Nikolaï Kouteïnikov
Nikolaï Kouteïnikov (né le 24 février 1872 - mort à Nijni Novgorod le 6 janvier 1921) est un ingénieur militaire russe. Colonel du Corps du génie naval, il introduisit en Russie la production en série et l'appliqua à la construction de sous-marins.  

## Biographie
Fils de Nikolaï Evlampievitch Kouteïnikov (1845-1906) et grand-oncle du général Anatoly V. Kouteïnikov, chef du SPMBM Malachite, concepteur de sous-marins nucléaires polyvalents et Héros du Travail Socialiste. Diplômé en 1892 du département d'architecture navale du Lycée technique de la Marine de Kronstadt, il sert en tant qu'ingénieur-stagiaire aux chantiers navals de la Baltique, et participe à la construction du croiseur Riurik conçu par son père. À la suite de ce stage, il sort diplômé de l'Académie de la Marine.
Le 27 mai 1897 il soumet au ministère une ébauche de cuirassé, version améliorée du Relight jaugeant 13 000 tonnes avec une consommation courante d'environ 1 000 tonnes de charbon, armé de quatre de canons de 305 mm et dix-huit canons de 152 mm (avec des casemates supplémentaires prévues pour des armes de moyen calibre). Le projet sera finalement écarté en faveur du constructeur français A. Lagan (armateur des cuirassés Retvizan et Prince héritier).
À son retour aux chantiers navals de la Baltique, N. Kouteïnikov supervise la construction d'un sous-marin, Cat Peter sur le projet Kolbaseva EV, d'abord développé en les appliquant à la construction à la chaîne. En 1901 il publie  l'article « Analyse des éléments de sous-marins » dans le Bulletin de la Société des ingénieurs maritimes, et participe à la conception du premier sous-marin militaire russe de classe Dolphin.
« L’idéal, pour un navire [de guerre]...  est, bien sûr, d'être submersible afin de ne présenter aucune partie de sa surface en saillie, ou du moins un nombre faible et très limité, de sorte que l'artillerie ne puisse l'attaquer qu'en tirant au hasard. Au contraire, le préjudice qu'un bateau armé de projectiles autopropulsés ou de mines peut occasionner est très important, d'autant que le sous-marin peut attaquer l'ennemi au point névralgique : la quille. »
Il participe à la construction de multiples navires de guerre et à la création des premiers mouilleurs de mines spécialisés. 
Au cours de la guerre russo-japonaise, il est envoyé à Port-Arthur : là, Kouteïnikov est l'un des premiers à réparer les navires en mer à l'aide de caissons en bois. La guerre finie, il fait part de son expérience de la guerre navale moderne avec « Expérience d'un ingénieur naval à Port-Arthur » ; analysant les causes de naufrage des navires russes, il avance que le nombre élevé de pertes résulte d'une incompréhension du rôle de la flotte.
À son retour en mer Baltique, il reprend ses travaux de construction et de modernisation des navires. En 1909 il est nommé ingénieur en chef du cuirassé Sébastopol. L'année suivante, il dessine les plans d'un croiseur diesel jaugeant 19 000 tonnes, anticipant en partie les cuirassés de poche allemands. 
Lorsqu'éclate la Première Guerre mondiale, il est directeur des chantiers Poutilov. À ce titre, il supervise la construction d'un des navires militaires de haut rang dans les chantiers navals de Saint-Pétersbourg. Mais en 1918, la marine russe est mise hors de combat: la flotte de la Baltique est encerclée, la flotte de la mer Noire est détruite, les ports du Pacifique sont aux mains des Japonais.
C'est dans ce contexte que les soviets envoient Kouteïnikov à Nijni Novgorod, désormais premier arsenal de Russie avec le chantier naval de Sormovo. Là, il se consacre à la conversion de cargos fluviaux et automoteurs en navires de guerre, car la toute nouvelle Armée rouge a besoin d'une flotte capable de se déplacer le long des rivières et des étangs. En collaboration avec P. E. Belyaev, il met au point la canonnière Storm, qui est le premier navire fluvial équipé d'une tourelle d'artillerie,. 
Malade du typhus, il succombe dans les premiers jours de 1921 et sera enterré au cimetière de Sormovo.

## Sources
- Encyclopédie de la Marine de référence, article Construction navale, 1986.
- Alexandre Krasnov. Au cœur de l'action / / Rouge Sormovich. (2008) numéro 47, novembre 2008